# Karl von Roques
Karl von Roques (Frankfurt am Main, 7 de maio de 1880 – Nuremberg, 24 de dezembro de 1949) foi um general alemão e criminoso de guerra durante a Segunda Guerra Mundial, que comandou o Grupo de Exércitos da Retaguarda, atrás do Grupo de Exércitos Sul. Após a guerra, Roques foi condenado a 20 anos de prisão no Julgamento do Alto Comando. Ele morreu em 1949 enquanto cumpria sua pena.

## Biografia
Karl von Roques nasceu em uma família nobre alemã de ascendência huguenote. Ele entrou no Exército Imperial Alemão em 1899. Durante a Primeira Guerra Mundial, Roques serviu em funções de estado-maior em diversas divisões. No final da guerra ele foi promovido a major. Após o armistício, Roques permaneceu na Reichswehr, servindo no Ministério da Guerra e, depois, em funções de estado-maior e comando no exército. A partir de 1934, Roques serviu como chefe de gabinete e depois presidente do Reichsluftschutzbund. Em outubro de 1938, ele foi chamado de volta ao serviço ativo e à Luftwaffe com a patente de tenente-general. Em junho de 1939, Roques deixou a Luftwaffe com a patente de general. 
Durante a Segunda Guerra Mundial, Roques serviu como oficial ativo na Wehrmacht. Em dezembro de 1939, ele recebeu o comando da nova 143ª Divisão de Infantaria. De 15 de março de 1941 a outubro de 1941, foi comandante das áreas de retaguarda do Grupo de Exércitos Sul. Em 1º de julho de 1941, Roques foi promovido a General der Infanterie. 
Como comandante das áreas de retaguarda, Roques executou políticas de extermínio contra os Partisans Soviéticos, a população eslava e judaica. Em outubro de 1941, Roques foi transferido para a Führerreserve. Em junho de 1942, ele assumiu o comando da retaguarda do Grupo de Exércitos Sul e, após a divisão do grupo de exércitos em Grupo de Exércitos A e Grupo de Exércitos B, ele comandou a retaguarda do primeiro. Em 1º de janeiro de 1943, Roques foi novamente colocado na Führerreserve e em 31 de março de 1943 foi novamente aposentado. Em agosto de 1943, ele foi para Varsóvia como representante da Cruz Vermelha Alemã. 

## Julgamento e condenação
Após a capitulação alemã, Roques foi preso e julgado no Julgamento do Alto Comando. Ele foi condenado a 20 anos de prisão. Transferido por motivos de saúde debilitados da Prisão de Landsberg para um hospital em Nuremberg, ele morreu lá em 24 de dezembro de 1949. 